# UB40/Diskografie
Diese Diskografie ist eine Übersicht über die musikalischen Werke der englischen Pop- und Reggae-Band UB40. Den Schallplattenauszeichnungen zufolge hat sie bisher mehr als 24,9 Millionen Tonträger verkauft, davon alleine in ihrer Heimat über 12,1 Millionen. Ihre erfolgreichste Veröffentlichung ist das Album Promises and Lies mit über 3,1 Millionen verkauften Einheiten.

## Alben

### Studioalben
| Jahr | Titel Musiklabel                              | Höchstplatzierung, Gesamtwochen, AuszeichnungChartplatzierungen (Jahr, Titel, Musiklabel, Platzierungen, Wochen, Auszeichnungen, Anmerkungen) | Höchstplatzierung, Gesamtwochen, AuszeichnungChartplatzierungen (Jahr, Titel, Musiklabel, Platzierungen, Wochen, Auszeichnungen, Anmerkungen) | Höchstplatzierung, Gesamtwochen, AuszeichnungChartplatzierungen (Jahr, Titel, Musiklabel, Platzierungen, Wochen, Auszeichnungen, Anmerkungen) | Höchstplatzierung, Gesamtwochen, AuszeichnungChartplatzierungen (Jahr, Titel, Musiklabel, Platzierungen, Wochen, Auszeichnungen, Anmerkungen) | Höchstplatzierung, Gesamtwochen, AuszeichnungChartplatzierungen (Jahr, Titel, Musiklabel, Platzierungen, Wochen, Auszeichnungen, Anmerkungen) | Anmerkungen                                                                                   |
| Jahr | Titel Musiklabel                              | DE | AT | CH | UK | US | Anmerkungen                                                                                   |
| ---- | --------------------------------------------- | --- | --- | --- | --- | --- | --------------------------------------------------------------------------------------------- |
| 1980 | Signing Off Graduate Records                  | — | — | — | UK2 Platin · (71 Wo.)UK | — | Erstveröffentlichung: 29. August 1980 Verkäufe: 310.000                                       |
| 1981 | Present Arms Epic Records (CBS)               | DE40 (4 Wo.)DE | — | — | UK2 Platin · (38 Wo.)UK | — | Erstveröffentlichung: Mai 1981 Produzenten: Ray Falconer Verkäufe: 350.000                    |
| 1981 | Present Arms in Dub Epic Records (CBS)        | — | — | — | UK38 (7 Wo.)UK | — | Erstveröffentlichung: September 1981 Produzenten: Ray Falconer                                |
| 1982 | UB44 DEP International (Polygram)             | — | — | — | UK4 Gold · (8 Wo.)UK | — | Erstveröffentlichung: September 1982 Produzenten: Ray Falconer Verkäufe: 100.000              |
| 1983 | Labour of Love DEP International (Polygram)   | DE29 Gold · (9 Wo.)DE | — | CH— PlatinCH | UK1 ×2Doppelplatin · (76 Wo.)UK | US14 Platin · (63 Wo.)US | Erstveröffentlichung: September 1983 Produzenten: Ray Falconer Verkäufe: 2.120.000            |
| 1984 | Geffery Morgan … DEP International (Virgin)   | DE59 (1 Wo.)DE | — | — | UK3 Silber · (14 Wo.)UK | US68 (26 Wo.)US | Erstveröffentlichung: Oktober 1984 Produzenten: Howard Gray Verkäufe: 60.000                  |
| 1985 | Baggariddim DEP International (Virgin)        | — | — | CH22 (3 Wo.)CH | UK14 Gold · (23 Wo.)UK | US40 (25 Wo.)US | Erstveröffentlichung: September 1985 Produzenten: Ray Falconer Verkäufe: 100.000              |
| 1986 | Rat in the Kitchen DEP International (Virgin) | — | — | CH21 (3 Wo.)CH | UK8 Gold · (20 Wo.)UK | US53 (17 Wo.)US | Erstveröffentlichung: Juli 1986 Verkäufe: 210.000                                             |
| 1988 | UB40 DEP International (Virgin)               | DE62 (1 Wo.)DE | — | CH15 (6 Wo.)CH | UK12 Gold · (12 Wo.)UK | US44 (27 Wo.)US | Erstveröffentlichung: 11. Juli 1988 Produzenten: John Shaw Verkäufe: 160.000                  |
| 1989 | Labour of Love II DEP International (Virgin)  | DE9 (32 Wo.)DE | AT6 (13 Wo.)AT | — | UK3 ×3Dreifachplatin · (68 Wo.)UK | US30 Platin · (111 Wo.)US | Erstveröffentlichung: November 1989 Verkäufe: 3.040.000                                       |
| 1993 | Promises and Lies DEP International (Virgin)  | DE2 Platin · (32 Wo.)DE | AT2 Gold · (22 Wo.)AT | CH2 Platin · (27 Wo.)CH | UK1 ×2Doppelplatin · (39 Wo.)UK | US6 Platin · (41 Wo.)US | Erstveröffentlichung: 27. Juli 1993 Verkäufe: 3.105.000                                       |
| 1997 | Guns in the Ghetto DEP International (Virgin) | DE75 (7 Wo.)DE | AT20 (7 Wo.)AT | CH20 (8 Wo.)CH | UK7 Silber · (10 Wo.)UK | US176 (2 Wo.)US | Erstveröffentlichung: Juli 1997 Verkäufe: 60.000                                              |
| 1998 | Labour of Love III DEP International (Virgin) | — | — | — | UK8 Gold · (14 Wo.)UK | — | Erstveröffentlichung: Oktober 1998 Verkäufe: 115.000                                          |
| 2001 | Cover Up DEP International (Virgin)           | DE84 (1 Wo.)DE | — | — | UK29 (3 Wo.)UK | — | Erstveröffentlichung: 22. Oktober 2001                                                        |
| 2003 | HomeGrown DEP International (Virgin)          | — | — | — | UK49 (2 Wo.)UK | — | Erstveröffentlichung: November 2003 Produzenten: Charlie Skarbek                              |
| 2005 | Who You Fighting For? DEP International (EMI) | DE68 (2 Wo.)DE | — | CH81 (2 Wo.)CH | UK20 (6 Wo.)UK | — | Erstveröffentlichung: 13. Juni 2005 Verkäufe: 7.500                                           |
| 2008 | TwentyFourSeven Edel Records (Edel)           | — | — | — | UK81 (1 Wo.)UK | — | Erstveröffentlichung: Juni 2008                                                               |
| 2010 | Labour of Love IV Reflex Recordings (EMI)     | — | — | — | UK24 (2 Wo.)UK | — | Erstveröffentlichung: Februar 2010                                                            |
| 2013 | Getting Over the Storm Virgin Records (UMG)   | — | — | — | UK29 (2 Wo.)UK | — | Erstveröffentlichung: 2. September 2013                                                       |
| 2018 | A Real Labour of Love Universal Music (UMG)   | — | — | — | UK2 Silber · (13 Wo.)UK | — | Erstveröffentlichung: 2. März 2018 feat. Ali Campbell, Astro & Mickey Virtue Verkäufe: 60.000 |
| 2019 | For the Many Shoestring                       | — | — | — | UK29 (1 Wo.)UK | — | Erstveröffentlichung: 15. März 2019                                                           |
| 2022 | Unprecedented Universal Music (UMG)           | — | — | CH40 (1 Wo.)CH | UK8 (1 Wo.)UK | — | Erstveröffentlichung: 1. Juli 2022 feat. Ali Campbell & Astro                                 |

grau schraffiert: keine Chartdaten aus diesem Jahr verfügbar

### Livealben
| Jahr | Titel Musiklabel                                          | Höchstplatzierung, Gesamtwochen, AuszeichnungChartplatzierungen (Jahr, Titel, Musiklabel, Platzierungen, Wochen, Auszeichnungen, Anmerkungen) | Höchstplatzierung, Gesamtwochen, AuszeichnungChartplatzierungen (Jahr, Titel, Musiklabel, Platzierungen, Wochen, Auszeichnungen, Anmerkungen) | Höchstplatzierung, Gesamtwochen, AuszeichnungChartplatzierungen (Jahr, Titel, Musiklabel, Platzierungen, Wochen, Auszeichnungen, Anmerkungen) | Höchstplatzierung, Gesamtwochen, AuszeichnungChartplatzierungen (Jahr, Titel, Musiklabel, Platzierungen, Wochen, Auszeichnungen, Anmerkungen) | Höchstplatzierung, Gesamtwochen, AuszeichnungChartplatzierungen (Jahr, Titel, Musiklabel, Platzierungen, Wochen, Auszeichnungen, Anmerkungen) | Anmerkungen                                                                                |
| Jahr | Titel Musiklabel                                          | DE | AT | CH | UK | US | Anmerkungen                                                                                |
| ---- | --------------------------------------------------------- | --- | --- | --- | --- | --- | ------------------------------------------------------------------------------------------ |
| 1983 | UB40 Live DEP International (Virgin)                      | — | — | — | UK44 (4 Wo.)UK | — | Erstveröffentlichung: Februar 1983 Aufnahme: Irland, Februar 1982 Verkäufe: 50.000         |
| 1987 | CCCP – Live in Moscow DEP International (Virgin)          | — | — | CH14 (9 Wo.)CH | — | US121 (8 Wo.)US | Erstveröffentlichung: August 1987                                                          |
| 2008 | The Lost Tapes 1980 Virgin Records (EMI)                  | — | — | — | — | — | Erstveröffentlichung: 7. April 2008 Aufnahme: The Venue London, 1980                       |
| 2009 | Live at the O2 Arena London. 12.12.2009 Concert Live      | — | — | — | — | — | Erstveröffentlichung: 12. Dezember 2009 2 CDs                                              |
| 2009 | Live at the Echo Arena Liverpool. 06.12.2009 Concert Live | — | — | — | — | — | Erstveröffentlichung: 12. Dezember 2009 3 CDs                                              |
| 2015 | The Hits of UB40 Live Estupendo Universal Records         | — | — | — | — | — | Erstveröffentlichung: 2015 feat. Ali, Astro & Mickey                                       |
| 2016 | Unplugged Universal Music (UMG)                           | — | — | — | UK17 Gold · (17 Wo.)UK | — | Erstveröffentlichung: 18. November 2016 feat. Ali, Astro & Mickey Virtue Verkäufe: 100.000 |

### Kompilationen
| Jahr | Titel Musiklabel                                                                | Höchstplatzierung, Gesamtwochen, AuszeichnungChartplatzierungen (Jahr, Titel, Musiklabel, Platzierungen, Wochen, Auszeichnungen, Anmerkungen) | Höchstplatzierung, Gesamtwochen, AuszeichnungChartplatzierungen (Jahr, Titel, Musiklabel, Platzierungen, Wochen, Auszeichnungen, Anmerkungen) | Höchstplatzierung, Gesamtwochen, AuszeichnungChartplatzierungen (Jahr, Titel, Musiklabel, Platzierungen, Wochen, Auszeichnungen, Anmerkungen) | Höchstplatzierung, Gesamtwochen, AuszeichnungChartplatzierungen (Jahr, Titel, Musiklabel, Platzierungen, Wochen, Auszeichnungen, Anmerkungen) | Höchstplatzierung, Gesamtwochen, AuszeichnungChartplatzierungen (Jahr, Titel, Musiklabel, Platzierungen, Wochen, Auszeichnungen, Anmerkungen) | Anmerkungen |
| Jahr | Titel Musiklabel                                                                | DE | AT | CH | UK | US | Anmerkungen |
| ---- | ------------------------------------------------------------------------------- | --- | --- | --- | --- | --- | --- |
| 1982 | The Singles Album Graduate Records                                              | — | — | — | UK17 (8 Wo.)UK | — | Erstveröffentlichung: August 1982                                                                                                   |
| 1983 | 1980–1983 A&M Records (Virgin)                                                  | — | — | — | — | — | Erstveröffentlichung: Juni 1983 |
| 1983 | More UB40 Music Graduate Records                                                | — | — | — | — | — | Erstveröffentlichung: 1983 2 LPs |
| 1985 | The UB40 File DEP International (Virgin)                                        | — | — | — | — | — | Erstveröffentlichung: 10. März 1985                                                                                                 |
| 1987 | The Best of UB40 – Volume One DEP International (Virgin)                        | DE52 Gold · (10 Wo.)DE | — | — | UK3 ×6Sechsfachplatin · (160 Wo.)UK | — | Erstveröffentlichung: Oktober 1987 Verkäufe: 2.635.000                                                                              |
| 1991 | Labour of Love Vol. I & II DEP International (Virgin)                           | — | — | — | UK5 Gold · (16 Wo.)UK | — | Erstveröffentlichung: 25. November 1991 Verkäufe: 115.000                                                                           |
| 1995 | The Best of UB40 – Volume Two DEP International (Virgin)                        | DE91 (3 Wo.)DE | — | — | UK12 Platin · (15 Wo.)UK | — | Erstveröffentlichung: 31. Mai 1995 Verkäufe: 330.000                                                                                |
| 1998 | The Dancehall Album DEP International (Virgin)                                  | — | — | — | — | — | Erstveröffentlichung: 1998 |
| 2000 | The Very Best of UB40 1980–2000 DEP International (Virgin)                      | — | — | — | UK7 ×4Vierfachplatin · (64 Wo.)UK | — | Erstveröffentlichung: Oktober 2000 Verkäufe: 1.380.000                                                                              |
| 2002 | The Fathers of Reggae DEP International (Virgin)                                | — | — | — | — | — | Erstveröffentlichung: 1. Juli 2002 mit Freddie McGregor, Gregory Isaacs, Brent Dowe, Alton Ellis, Max Romeo, Ken Boothe und anderen |
| 2003 | Labour of Love I, II & III (The Platinum Collection) DEP International (Virgin) | — | — | — | UK7 Platin · (8 Wo.)UK | — | Erstveröffentlichung: Juni 2003 Verkäufe: 345.000                                                                                   |
| 2008 | Greatest Hits DEP International (Virgin)                                        | — | — | — | — | — | Erstveröffentlichung: 2008 |
| 2009 | Love Songs Reflex Recordings (EMI)                                              | — | — | — | UK3 Gold · (15 Wo.)UK | — | Erstveröffentlichung: Februar 2009 Verkäufe: 115.000                                                                                |
| 2009 | Best of Labour of Love Reflex Recordings (EMI)                                  | — | — | — | UK29 Platin · (6 Wo.)UK | — | Erstveröffentlichung: November 2009 Verkäufe: 100.000                                                                               |
| 2014 | Red Red Wine – The Collection Spectrum Music                                    | — | — | — | UK— PlatinUK | — | Erstveröffentlichung: 30. Juni 2014 Verkäufe: 300.000                                                                               |
| 2016 | Red Red Wine – The Essential UB40 Spectrum Music                                | — | — | — | UK51 Silber · (8 Wo.)UK | — | Erstveröffentlichung: 23. September 2016 Verkäufe: 60.000                                                                           |
| 2020 | Essential Universal Music (UMG)                                                 | — | — | — | UK30 Silber · (5 Wo.)UK | — | Erstveröffentlichung: 9. Oktober 2020 Verkäufe: 60.000                                                                              |
| 2024 | UB45 SoNo Recording Group                                                       | — | — | CH94 (1 Wo.)CH | UK5 (1 Wo.)UK | — | Erstveröffentlichung: 19. April 2024                                                                                                |

grau schraffiert: keine Chartdaten aus diesem Jahr verfügbar

### Remixalben
| Jahr | Titel Musiklabel                           | Anmerkungen                         |
| ---- | ------------------------------------------ | ----------------------------------- |
| 2007 | Dub Sessions ReflexMuzic                   | Erstveröffentlichung: Dezember 2009 |
| 2009 | Dub Sessions II: Labour of Dub ReflexMuzic | Erstveröffentlichung: Dezember 2009 |
| 2010 | Dub Sessions III ReflexMuzic               | Erstveröffentlichung: Oktober 2010  |

## Singles

### Als Leadmusiker
| Jahr | Titel Album                                                                | Höchstplatzierung, Gesamtwochen, AuszeichnungChartplatzierungen (Jahr, Titel, Album, Platzierungen, Wochen, Auszeichnungen, Anmerkungen) | Höchstplatzierung, Gesamtwochen, AuszeichnungChartplatzierungen (Jahr, Titel, Album, Platzierungen, Wochen, Auszeichnungen, Anmerkungen) | Höchstplatzierung, Gesamtwochen, AuszeichnungChartplatzierungen (Jahr, Titel, Album, Platzierungen, Wochen, Auszeichnungen, Anmerkungen) | Höchstplatzierung, Gesamtwochen, AuszeichnungChartplatzierungen (Jahr, Titel, Album, Platzierungen, Wochen, Auszeichnungen, Anmerkungen) | Höchstplatzierung, Gesamtwochen, AuszeichnungChartplatzierungen (Jahr, Titel, Album, Platzierungen, Wochen, Auszeichnungen, Anmerkungen) | Anmerkungen |
| Jahr | Titel Album                                                                | DE | AT | CH | UK | US | Anmerkungen |
| ---- | -------------------------------------------------------------------------- | --- | --- | --- | --- | --- | --- |
| 1980 | King / Food for Thought Signing Off                                        | — | — | — | UK4 Silber · (13 Wo.)UK | — | Erstveröffentlichung: 8. Februar 1980 |
| 1980 | My Way of Thinking / I Think It’s Going to Rain Today Signing Off (Deluxe) | — | — | — | UK6 (10 Wo.)UK | — | Erstveröffentlichung: 6. Juni 1980 Autor (B-Seite): Randy Newman; Original: Julius LaRosa, 1966                                                               |
| 1980 | The Earth Dies Screaming / Dream a Lie Signing Off (Deluxe)                | — | — | — | UK10 (12 Wo.)UK | — | Erstveröffentlichung: 24. Oktober 1980 |
| 1981 | Don’t Let It Pass You By / Don’t Slow Down Present Arms                    | — | — | — | UK16 (9 Wo.)UK | — | Erstveröffentlichung: 15. Mai 1981 |
| 1981 | One in Ten Present Arms                                                    | — | — | — | UK7 Silber · (10 Wo.)UK | — | Erstveröffentlichung: 27. Juli 1981 |
| 1982 | I Won’t Close My Eyes UB44                                                 | — | — | — | UK32 (6 Wo.)UK | — | Erstveröffentlichung: 5. Februar 1982 |
| 1982 | Love Is All Is All Right UB44                                              | — | — | — | UK29 (7 Wo.)UK | — | Erstveröffentlichung: 7. Mai 1982 |
| 1982 | So Here I Am UB44                                                          | — | — | — | UK25 (9 Wo.)UK | — | Erstveröffentlichung: 16. August 1982 |
| 1982 | Food for Thought (Live) UB40 Live                                          | — | — | — | — | — | Erstveröffentlichung: 1982 |
| 1983 | I’ve Got Mine 1980–1983                                                    | — | — | — | UK45 (4 Wo.)UK | — | Erstveröffentlichung: 28. Januar 1983 |
| 1983 | Red Red Wine Labour of Love                                                | DE12 (15 Wo.)DE | AT5 (10 Wo.)AT | CH8 (10 Wo.)CH | UK1 ×2Doppelplatin · (15 Wo.)UK | US1 Gold · (40 Wo.)US | Erstveröffentlichung: 8. August 1983 Autor und Original: Neil Diamond, 1967 basiert auf einem Lied der Heilsarmee von ca. 1910                                |
| 1983 | Please Don’t Make Me Cry Labour of Love                                    | — | — | — | UK10 (8 Wo.)UK | — | Erstveröffentlichung: 3. Oktober 1983 Autor und Original: Winston Tucker aka Winston Groovey, 1970                                                            |
| 1983 | Many Rivers to Cross Labour of Love                                        | — | — | — | UK16 Silber · (8 Wo.)UK | — | Erstveröffentlichung: 28. November 1983 Autor und Original: Jimmy Cliff, 1969                                                                                 |
| 1984 | Cherry Oh Baby Labour of Love                                              | — | — | — | UK12 Silber · (8 Wo.)UK | — | Erstveröffentlichung: 27. Februar 1984 Autor und Original: Eric Donaldson, 1971                                                                               |
| 1984 | If It Happens Again Geffery Morgan …                                       | — | — | — | UK9 (8 Wo.)UK | — | Erstveröffentlichung: 10. September 1984 |
| 1984 | Riddle Me Geffery Morgan …                                                 | — | — | — | UK59 (4 Wo.)UK | — | Erstveröffentlichung: 19. November 1984 |
| 1985 | I’m Not Fooled / The Pillow Geffery Morgan …                               | — | — | — | UK79 (2 Wo.)UK | — | Erstveröffentlichung: 25. Februar 1985 |
| 1985 | I Got You Babe Baggariddim                                                 | DE15 (13 Wo.)DE | AT14 (8 Wo.)AT | CH15 (6 Wo.)CH | UK1 Gold · (13 Wo.)UK | US28 (14 Wo.)US | Erstveröffentlichung: 22. Juli 1985 mit Chrissie Hynde Autor: Sonny Bono, Original: Sonny & Cher, 1965                                                        |
| 1985 | Don’t Break My Heart Baggariddim                                           | — | — | — | UK3 Silber · (13 Wo.)UK | — | Erstveröffentlichung: 14. Oktober 1985 |
| 1986 | Sing Our Own Song Rat in the Kitchen                                       | — | — | — | UK5 (10 Wo.)UK | — | Erstveröffentlichung: 30. Juni 1986 |
| 1986 | All I Want to Do Rat in the Kitchen                                        | — | — | — | UK41 (5 Wo.)UK | — | Erstveröffentlichung: 15. September 1986 |
| 1987 | Rat in Mi Kitchen Rat in the Kitchen                                       | — | — | — | UK12 Silber · (5 Wo.)UK | — | Erstveröffentlichung: 5. Januar 1987 Mix auf B-Seite: feat. Herb Alpert (Trompete)                                                                            |
| 1987 | Watchdogs Rat in the Kitchen                                               | — | — | — | UK39 (4 Wo.)UK | — | Erstveröffentlichung: 27. April 1987 |
| 1987 | Maybe Tomorrow The Best of UB40 – Volume 1                                 | — | — | — | UK14 (8 Wo.)UK | — | Erstveröffentlichung: 28. September 1987 Autoren: The Corporation (Berry Gordy, Deke Richards, Fonce Mizell, Freddie Perren) Original: The Jackson Five, 1971 |
| 1988 | Breakfast in Bed UB40                                                      | DE40 (8 Wo.)DE | — | CH16 (5 Wo.)CH | UK6 (11 Wo.)UK | — | Erstveröffentlichung: 6. Juni 1988 mit Chrissie Hynde; Autoren: Donnie Fritts, Eddie Hinton Original: Dusty Springfield, 1969                                 |
| 1988 | Where Did I Go Wrong UB40                                                  | — | — | — | UK26 (6 Wo.)UK | — | Erstveröffentlichung: 8. August 1988 |
| 1988 | Come Out to Play UB40                                                      | — | — | — | UK77 (3 Wo.)UK | — | Erstveröffentlichung: 21. November 1988 |
| 1989 | I Would Do for You UB40                                                    | — | — | — | UK45 (5 Wo.)UK | — | Erstveröffentlichung: 29. Mai 1989 |
| 1989 | Homely Girl Labour of Love II                                              | — | — | — | UK6 Silber · (10 Wo.)UK | — | Erstveröffentlichung: 31. Oktober 1989 Autoren: Eugene Record, Stanley McKenny Original: The Chi-Lites, 1973                                                  |
| 1990 | Here I Am (Come and Take Me) Labour of Love II                             | — | — | — | UK46 (3 Wo.)UK | US7 (25 Wo.)US | Erstveröffentlichung: 15. Januar 1990 Autoren: Al Green, Mabon „Teenie“ Hodges Original: Al Green, 1973                                                       |
| 1990 | Kingston Town Labour of Love II                                            | DE5 Gold · (37 Wo.)DE | AT5 (22 Wo.)AT | CH8 (19 Wo.)CH | UK4 Platin · (12 Wo.)UK | — | Erstveröffentlichung: 19. März 1990 Autor: Kendrick Patrick Original: Lord Creator – King & Queen (Babylon), 1964                                             |
| 1990 | Wear You to the Ball Labour of Love II                                     | — | — | — | UK35 (6 Wo.)UK | — | Erstveröffentlichung: 16. Juli 1990 Autor und Original: John Holt, 1971                                                                                       |
| 1990 | The Way You Do the Things You Do Labour of Love II                         | DE53 (12 Wo.)DE | — | — | UK49 Gold · (4 Wo.)UK | US6 (25 Wo.)US | Erstveröffentlichung: 3. September 1990 Autoren: Robert Rogers, Smokey Robinson Original: The Temptations, 1964                                               |
| 1990 | Impossible Love Labour of Love II                                          | — | — | — | UK47 (3 Wo.)UK | — | Erstveröffentlichung: 12. November 1990 Autor: Keith Anderson                                                                                                 |
| 1991 | Groovin’ Labour of Love II                                                 | — | — | — | — | US90 (6 Wo.)US | Erstveröffentlichung: 11. November 1991 Autor: Byron Lee |
| 1991 | Tears from My Eyes Labour of Love II                                       | — | — | — | — | — | Erstveröffentlichung: 1991 |
| 1993 | (I Can’t Help) Falling in Love with You Promises and Lies                  | DE2 Platin · (28 Wo.)DE | AT1 Gold · (16 Wo.)AT | CH2 (27 Wo.)CH | UK1 Platin · (16 Wo.)UK | US1 Platin · (29 Wo.)US | Erstveröffentlichung: 10. Mai 1993 Autoren: Hugo E. Peretti, Luigi Creatore, George David Weiss Original: Elvis Presley, 1961                                 |
| 1993 | Higher Ground Promises and Lies                                            | DE21 (22 Wo.)DE | AT16 (9 Wo.)AT | CH19 (13 Wo.)CH | UK8 (9 Wo.)UK | US45 (20 Wo.)US | Erstveröffentlichung: 9. August 1993 |
| 1993 | Bring Me Your Cup Promises and Lies                                        | DE52 (14 Wo.)DE | — | — | UK24 (6 Wo.)UK | — | Erstveröffentlichung: 29. November 1993 |
| 1994 | C’est la vie Promises and Lies                                             | — | — | — | UK37 (4 Wo.)UK | — | Erstveröffentlichung: 21. März 1994 |
| 1994 | Reggae Music Promises and Lies                                             | — | — | — | UK28 (2 Wo.)UK | — | Erstveröffentlichung: 15. August 1994 Gastsänger: Bitty McLean                                                                                                |
| 1995 | Until My Dying Day The Best of UB40 – Volume Two                           | — | — | — | UK15 (11 Wo.)UK | — | Erstveröffentlichung: 23. Oktober 1995 |
| 1997 | Tell Me Is It True Guns in the Ghetto                                      | — | — | — | UK14 (4 Wo.)UK | — | Erstveröffentlichung: 18. August 1997 |
| 1997 | Always There Guns in the Ghetto                                            | — | — | — | UK53 (2 Wo.)UK | — | Erstveröffentlichung: 3. November 1997 |
| 1998 | Come Back Darling Labour of Love III                                       | — | — | — | UK10 (6 Wo.)UK | — | Erstveröffentlichung: 28. September 1998 Autor: Johnny Osborne Original: Ken Lazarus, 1970                                                                    |
| 1998 | Holly Holy Labour of Love III                                              | — | — | — | UK31 (5 Wo.)UK | — | Erstveröffentlichung: 7. Dezember 1998 Autor und Original: Neil Diamond, 1969                                                                                 |
| 1999 | The Train Is Coming Labour of Love III                                     | — | — | — | UK30 (2 Wo.)UK | — | Erstveröffentlichung: 19. April 1999 Autoren: Coxsone Dodd, Ken Boothe Original: Ken Boothe, 1966                                                             |
| 2000 | Light My Fire The Very Best of UB40 1980–2000                              | — | — | — | UK63 (1 Wo.)UK | — | Erstveröffentlichung: 27. November 2000 Autoren und Original: The Doors, 1967                                                                                 |
| 2001 | Since I Met You Lady / Sparkle of My Eyes Cover Up                         | — | — | — | UK40 (2 Wo.)UK | — | Erstveröffentlichung: 8. Oktober 2001 mit Lady Saw (A-Seite) Autoren: Ivory Joe Hunter / Garth Evans                                                          |
| 2002 | Cover Up                                                                   | — | — | — | UK54 (2 Wo.)UK | — | Erstveröffentlichung: 18. Februar 2002 |
| 2003 | Rudie (Hold it Down) –                                                     | — | — | — | — | — | Erstveröffentlichung: 23. Juni 2003 feat. Bantu & Gentleman                                                                                                   |
| 2003 | Swing Low (Sweet Chariot) HomeGrown                                        | — | — | — | UK15 (4 Wo.)UK | — | Erstveröffentlichung: 27. Oktober 2003 feat. United Colours of Sound; Traditional Autoren: Charlie Skarbek, UB40                                              |
| 2005 | Kiss and Say Goodbye Who You Fighting For?                                 | DE89 (3 Wo.)DE | AT42 (5 Wo.)AT | — | UK19 (4 Wo.)UK | — | Erstveröffentlichung: 6. Juni 2005 Autor: Winfried „Blue“ Lovett Original: The Manhattans, 1975                                                               |
| 2005 | Reasons (Remix) Who You Fighting For?                                      | — | — | — | UK75 (1 Wo.)UK | — | Erstveröffentlichung: 29. August 2005 feat. Hunterz and the Dhol Blasters                                                                                     |
| 2022 | Champion UB45                                                              | — | — | — | — | — | Erstveröffentlichung: 15. Juli 2022 mit Gilly G & Dapz on the Map                                                                                             |
| 2024 | Forever True UB45                                                          | — | — | — | — | — | Erstveröffentlichung: 28. März 2024 |

### Als Gastmusiker
| Jahr | Titel Album                             | Höchstplatzierung, Gesamtwochen, AuszeichnungChartplatzierungen (Jahr, Titel, Album, Platzierungen, Wochen, Auszeichnungen, Anmerkungen) | Höchstplatzierung, Gesamtwochen, AuszeichnungChartplatzierungen (Jahr, Titel, Album, Platzierungen, Wochen, Auszeichnungen, Anmerkungen) | Höchstplatzierung, Gesamtwochen, AuszeichnungChartplatzierungen (Jahr, Titel, Album, Platzierungen, Wochen, Auszeichnungen, Anmerkungen) | Höchstplatzierung, Gesamtwochen, AuszeichnungChartplatzierungen (Jahr, Titel, Album, Platzierungen, Wochen, Auszeichnungen, Anmerkungen) | Höchstplatzierung, Gesamtwochen, AuszeichnungChartplatzierungen (Jahr, Titel, Album, Platzierungen, Wochen, Auszeichnungen, Anmerkungen) | Anmerkungen |
| Jahr | Titel Album                             | DE | AT | CH | UK | US | Anmerkungen |
| ---- | --------------------------------------- | --- | --- | --- | --- | --- | --- |
| 1988 | Reckless The Light                      | — | — | — | UK17 (9 Wo.)UK | — | Erstveröffentlichung: 20. Februar 1988 Afrika Bambaataa & Family feat. UB40 Autoren: John Robie, Rob Gordon, Mark Dowdy, Afrika Bambaataa |
| 1991 | I’ll Be Your Baby Tonight Don’t Explain | DE14 (31 Wo.)DE | AT5 (15 Wo.)AT | CH5 (19 Wo.)CH | UK6 (10 Wo.)UK | — | Erstveröffentlichung: 22. Oktober 1990 Robert Palmer feat. UB40 Autoren: William Robinson, Robert Rogers Original: The Temptations, 1964  |
| 1992 | One in Ten Gorgeous                     | — | — | — | UK17 (8 Wo.)UK | — | Erstveröffentlichung: 23. November 1992 808 State feat. UB40                                                                              |

## Videoalben
| Jahr | Titel                                                 | Höchstplatzierung, Gesamtwochen, AuszeichnungChartplatzierungen (Jahr, Titel, Platzierungen, Wochen, Auszeichnungen, Anmerkungen) | Höchstplatzierung, Gesamtwochen, AuszeichnungChartplatzierungen (Jahr, Titel, Platzierungen, Wochen, Auszeichnungen, Anmerkungen) | Höchstplatzierung, Gesamtwochen, AuszeichnungChartplatzierungen (Jahr, Titel, Platzierungen, Wochen, Auszeichnungen, Anmerkungen) | Höchstplatzierung, Gesamtwochen, AuszeichnungChartplatzierungen (Jahr, Titel, Platzierungen, Wochen, Auszeichnungen, Anmerkungen) | Höchstplatzierung, Gesamtwochen, AuszeichnungChartplatzierungen (Jahr, Titel, Platzierungen, Wochen, Auszeichnungen, Anmerkungen) | Anmerkungen                            |
| Jahr | Titel                                                 | DE | AT | CH | UK | US | Anmerkungen                            |
| ---- | ----------------------------------------------------- | --- | --- | --- | --- | --- | -------------------------------------- |
| 1983 | UB40 Live                                             | — | — | — | — | — | Erstveröffentlichung: 1983             |
| 1987 | CCCP – The Video Mix                                  | — | — | — | — | — | Erstveröffentlichung: 1987             |
| 1991 | A Family Affair – Live in Concert                     | — | — | — | — | — | Erstveröffentlichung: 1991             |
| 1995 | Live in New South Africa                              | — | — | — | UK10 (10 Wo.)UK | — | Erstveröffentlichung: 1995             |
| 2002 | UB40 at Rockpalast auch bekannt als: Food for Thought | — | — | — | UK33 (5 Wo.)UK | — | Erstveröffentlichung: 1. August 2002   |
| 2002 | The Collection                                        | — | — | — | UK2 Gold · (34 Wo.)UK | — | Erstveröffentlichung: 21. Oktober 2002 |
| 2004 | Homegrown in Holland Live                             | — | — | — | UK4 (15 Wo.)UK | — | Erstveröffentlichung: 21. Juni 2004    |
| 2007 | Live at Montreux 2002                                 | — | — | — | UK5 (8 Wo.)UK | — | Erstveröffentlichung: 2007             |

## Boxsets
| Jahr | Titel Musiklabel                                         | Höchstplatzierung, Gesamtwochen, AuszeichnungChartplatzierungen (Jahr, Titel, Musiklabel, Platzierungen, Wochen, Auszeichnungen, Anmerkungen) | Höchstplatzierung, Gesamtwochen, AuszeichnungChartplatzierungen (Jahr, Titel, Musiklabel, Platzierungen, Wochen, Auszeichnungen, Anmerkungen) | Höchstplatzierung, Gesamtwochen, AuszeichnungChartplatzierungen (Jahr, Titel, Musiklabel, Platzierungen, Wochen, Auszeichnungen, Anmerkungen) | Höchstplatzierung, Gesamtwochen, AuszeichnungChartplatzierungen (Jahr, Titel, Musiklabel, Platzierungen, Wochen, Auszeichnungen, Anmerkungen) | Höchstplatzierung, Gesamtwochen, AuszeichnungChartplatzierungen (Jahr, Titel, Musiklabel, Platzierungen, Wochen, Auszeichnungen, Anmerkungen) | Anmerkungen                                           |
| Jahr | Titel Musiklabel                                         | DE | AT | CH | UK | US | Anmerkungen                                           |
| ---- | -------------------------------------------------------- | --- | --- | --- | --- | --- | ----------------------------------------------------- |
| 1994 | Present Arms + Signing Off DEP International (EMI)       | — | — | — | — | — | Erstveröffentlichung: 1994 2 CDs                      |
| 2005 | The Best of UB40 – Volumes 1 & 2 DEP International (EMI) | — | — | — | UK47 Platin · (16 Wo.)UK | — | Erstveröffentlichung: November 2005 Verkäufe: 320.000 |
| 2012 | Triple Best of DEP International (EMI)                   | — | — | — | UK98 (1 Wo.)UK | — | Erstveröffentlichung: 2012 Charteinstieg UK: 2020     |

## Promoveröffentlichungen
Promo-Singles
| Jahr | Titel Album                                 | Anmerkungen                           |
| ---- | ------------------------------------------- | ------------------------------------- |
| 2010 | Get Along Without You Now Labour of Love IV | Erstveröffentlichung: 1. Februar 2010 |

## Sonderveröffentlichungen

### Livealben
| Jahr | Titel                 | Anmerkungen                                                                |
| ---- | --------------------- | -------------------------------------------------------------------------- |
| 1982 | BBC Radio Concert #12 | Erstveröffentlichung: 28. November 1982 Teil der Reihe BBC College Concert |
| 2007 | Live at Montreux 2002 | Erstveröffentlichung: 2007 Teil der Reihe Live at Montreux                 |

### Kompilationen
| Jahr | Titel                     | Anmerkungen                                                            |
| ---- | ------------------------- | ---------------------------------------------------------------------- |
| 2007 | UB40                      | Erstveröffentlichung: 6. Mai 2007 Beigabe der Zeitung Irish Daily Mail |
| 2012 | All the Best              | Erstveröffentlichung: 2012 Teil der Reihe All the Best                 |
| 2012 | Greatest Hits on CD & DVD | Erstveröffentlichung: 24. August 2012 Teil der Reihe Sight & Sound     |

### Boxsets
| Jahr | Titel                 | Anmerkungen                                                       |
| ---- | --------------------- | ----------------------------------------------------------------- |
| 2012 | UB44 + Labour of Love | Erstveröffentlichung: 2012 Teil der Reihe Original Classic Albums |

## Statistik

### Chartauswertung
|                     | DE     | AT    | CH    | UK     | US    |
| ------------------- | ------ | ----- | ----- | ------ | ----- |
| Nummer-eins-Alben   | DE—DE  | AT—AT | CH—CH | UK2UK  | US—US |
| Top-10-Alben        | DE2DE  | AT2AT | CH1CH | UK18UK | US1US |
| Alben in den Charts | DE11DE | AT3AT | CH9CH | UK34UK | US9US |

|                       | DE     | AT    | CH    | UK     | US    |
| --------------------- | ------ | ----- | ----- | ------ | ----- |
| Nummer-eins-Singles   | DE—DE  | AT1AT | CH—CH | UK3UK  | US2US |
| Top-10-Singles        | DE2DE  | AT4AT | CH4CH | UK17UK | US4US |
| Singles in den Charts | DE10DE | AT7AT | CH7CH | UK53UK | US7US |

|                          | DE    | AT    | CH    | UK    | US    |
| ------------------------ | ----- | ----- | ----- | ----- | ----- |
| Nummer-eins-Videoalben   | DE—DE | AT—AT | CH—CH | UK—UK | US—US |
| Top-10-Videoalben        | DE—DE | AT—AT | CH—CH | UK4UK | US—US |
| Videoalben in den Charts | DE—DE | AT—AT | CH—CH | UK5UK | US—US |

### Auszeichnungen für Musikverkäufe
| Land/RegionAuszeichnungen für Musikverkäufe (Land/Region, Auszeichnungen, Verkäufe, Quellen) | Silber       | Gold       | Platin         | Verkäufe   | Quellen                           |
| -------------------------------------------------------------------------------------------- | ------------ | ---------- | -------------- | ---------- | --------------------------------- |
| Argentinien (CAPIF)                                                                          | —            | Gold1      | Platin1        | 60.000     | capif.org.ar                      |
| Australien (ARIA)                                                                            | —            | 3× Gold3   | 4× Platin4     | 385.000    | aria.com.au                       |
| Dänemark (IFPI)                                                                              | —            | 2× Gold2   | —              | 70.000     | ifpi.dk                           |
| Deutschland (BVMI)                                                                           | —            | 3× Gold3   | 2× Platin2     | 1.750.000  | musikindustrie.de                 |
| Europa (IFPI)                                                                                | —            | —          | Platin1        | 1.000.000  | ifpi.org                          |
| Frankreich (SNEP)                                                                            | 3× Silber3   | 4× Gold4   | 3× Platin3     | 1.975.000  | infodisc.fr snepmusique.com       |
| Japan (RIAJ)                                                                                 | —            | Gold1      | —              | 50.000     | riaj.or.jp                        |
| Kanada (MC)                                                                                  | —            | 3× Gold3   | 2× Platin2     | 350.000    | musiccanada.com                   |
| Neuseeland (RMNZ)                                                                            | —            | 8× Gold8   | 53× Platin53   | 1.177.500  | aotearoamusiccharts.co.nz NZ2 NZ3 |
| Niederlande (NVPI)                                                                           | —            | 8× Gold8   | 5× Platin5     | 995.000    | nvpi.nl                           |
| Österreich (IFPI)                                                                            | —            | 2× Gold2   | —              | 50.000     | ifpi.at                           |
| Schweden (IFPI)                                                                              | —            | 3× Gold3   | —              | 120.000    | sverigetopplistan.se              |
| Schweiz (IFPI)                                                                               | —            | —          | 2× Platin2     | 100.000    | hitparade.ch                      |
| Spanien (Promusicae)                                                                         | —            | 2× Gold2   | 4× Platin4     | 460.000    | elportaldemusica.es mediafire.com |
| Vereinigte Staaten (RIAA)                                                                    | —            | 2× Gold2   | 4× Platin4     | 5.000.000  | riaa.com                          |
| Vereinigtes Königreich (BPI)                                                                 | 12× Silber12 | 11× Gold11 | 27× Platin27   | 12.505.000 | bpi.co.uk                         |
| Insgesamt                                                                                    | 15× Silber15 | 53× Gold53 | 108× Platin108 |            |                                   |